# Etherape
EtherApe est un logiciel libre qui permet de surveiller un réseau informatique.
Ce logiciel est muni d'une interface graphique qui permet de visualiser ce qui se passe sur un réseau (local et/ou relié à internet). Chaque transfert de donnée est représenté par un trait ainsi qu'un disque de couleur au point d'origine. Les protocoles sont représentés par des couleurs différentes et plus le transfert est important plus le disque et le trait sont grands. EtherApe fait visualiser les transferts par IP de destination ou bien par ports TCP.
Il est possible d'enregistrer les activités du réseau afin de les étudier après. La destination des transferts d'informations sont affichées soit par son adresse IP soit par l'appellation courante (utilisation d'un serveur DNS). L'utilisateur peut obtenir des informations supplémentaires sur le transfert (port, origine et destination, taille, date...) s'il clique sur le trait marquant. On peut configurer EtherApe afin de ne visualiser qu'une partie du trafic (par exemple le trafic vers internet seul).